# Шавлаев, Бешто Джамбулатович
Бешто Джамбулатович Шавлаев (род. 26 февраля 2001, Курчалой, Чечня) — профессиональный российский боксёр, чемпион России среди юниоров, серебряный призёр 8-й всероссийской Универсиады (2022), серебряный призёр первенства Европы среди молодёжи 2023 года, обладатель Кубка России среди взрослых 2024 года, мастер спорта России (2020). Выступает во второй средней весовой категории (до 80 кг).

## Карьера
Чеченец. 4 сентября 2020 года дебютировал на профессиональном ринге. Дебют оказался удачным — Шавлаев единогласным решением судей победил россиянина Замира Кешокова. 20 января 2024 года выиграл Кубок страны, при этом ему был вручён приз «За лучшее тактическое мастерство».
По состоянию на февраль 2024 года Шавлаев провёл 24 боя, из которых выиграл 18 (4 нокаутом) и проиграл 6 (1 нокаутом).

## Спортивные результаты
- Всероссийская Универсиада 2022 — ;
- Первенство России среди юниоров 2023 — ;
- Первенство Европы среди молодёжи 2023 — ;
- Кубок России по боксу 2024 — ;